# 小行星1419
小行星1419（1419 Danzig）是一颗主带小行星，代号1929 RF。它由卡爾·威廉·萊茵姆特在1929年9月5日发现于海德堡王座山天文台。
該小行星以波蘭的城市格但斯克命名。